# Евклидово кольцо
Евклидово кольцо — общеалгебраическое кольцо, в котором существует аналог алгоритма Евклида.

## Определение
Евклидово кольцо — область целостности {\displaystyle R}, для которой определена евклидова функция (евклидова норма) {\displaystyle d\colon R\setminus \{0\}\to \mathbb {N} _{0}}, такая, что возможно деление с остатком по норме меньшим делителя, то есть для любых {\displaystyle a,b\in R,\,b\neq 0} имеется представление {\displaystyle a=bq+r}, для которого {\displaystyle d(r)<d(b)} или {\displaystyle r=0}.

### Дополнительное ограничение
Часто на евклидову норму накладывают дополнительное ограничение: {\displaystyle d(a)\leqslant d(ab)} для любых ненулевых {\displaystyle a} и {\displaystyle b} из кольца {\displaystyle R}. Если на {\displaystyle R} задана норма, не удовлетворяющая этому условию, её можно поправить, переопределив:
{\displaystyle d'(a)=\min _{x\in R\setminus \{0\}}d(ax)}.
Такая норма нужному неравенству удовлетворяет, однако прежний алгоритм деления с остатком требует поправки (для {\displaystyle x\in R} и {\displaystyle d'(b)=d(bx)} делится {\displaystyle ax} на {\displaystyle bx} с остатком: {\displaystyle ax=bxq'+r'x}, где {\displaystyle r'=a-bq'} и {\displaystyle d(r'x)<d(bx)=d'(b)}, а так как из определения следует {\displaystyle d'(r')\leqslant d(r'x)}, получается искомое представление {\displaystyle a=bq'+r'} с {\displaystyle d'(r')<d'(b)}).
Преимуществ у такой нормы не так много — все обратимые элементы имеют одно и то же значение нормы, причём минимальное из всех (конечных), собственные делители элемента {\displaystyle a} имеют меньшее значение нормы, а также упрощается непосредственное доказательство факториальности евклидовых колец (без ссылки на факториальность колец главных идеалов, доказательство чего требует применения трансфинитной индукции). Основные же свойства евклидовых колец остаются в силе и без этого дополнительного свойства.

## Примеры
- Кольцо целых чисел {\displaystyle \mathbb {Z} }. Пример евклидовой функции — абсолютная величина {\displaystyle |\cdot |}.
- Кольцо целых гауссовых чисел {\displaystyle \mathbb {Z} [i]} (где {\displaystyle i} — мнимая единица, {\displaystyle i^{2}=-1}) с нормой {\displaystyle d(a+ib)=a^{2}+b^{2}} — евклидово.
- Произвольное поле {\displaystyle K} является евклидовым кольцом с нормой, равной 1 для всех элементов, кроме 0.
- Кольцо многочленов в одной переменной {\displaystyle K[x]} над полем {\displaystyle K}. Пример евклидовой функции — степень deg.
- Кольцо формальных степенных рядов {\displaystyle K[[x]]} над полем {\displaystyle K} является евклидовым кольцом. Норма степенного ряда — номер первого ненулевого коэффициента в нём.
  - Более общо, всякое локальное кольцо является евклидовым, если в нём максимальный идеал является главным и пересечение всех его степеней состоит только из нуля. Норма обратимого элемента равна 0, необратимого ненулевого — максимальной степени максимального идеала, которая содержит данный элемент.
- Кольцо функций {\displaystyle H(K)}, голоморфных на связном компакте {\displaystyle K} в {\displaystyle \mathbb {C} } (каждая из них должна быть голоморфна в какой-нибудь окрестности этого компакта; две такие функции считаются равными в {\displaystyle H(K)}, если они совпадают в некоторой окрестности {\displaystyle K}), тоже евклидово. За норму ненулевой функции принимается число нулей (с учётом кратности), которые она принимает на {\displaystyle K}.
- Счётное пересечение евклидовых колец (подколец в каком-нибудь кольце) не обязано быть евклидовым кольцом (и даже нётеровым или факториальным). Например, кольцо функций {\displaystyle H(\mathbb {D} )}, голоморфных в открытом круге {\displaystyle \mathbb {D} }, является пересечением евклидовых колец функций {\displaystyle H(K)}, голоморфных на замкнутых кругах {\displaystyle K}, содержащихся внутри {\displaystyle \mathbb {D} }, однако оно ни нётерово, ни факториально, соответственно, и неевклидово.
- Кольцо частных {\displaystyle S^{-1}R} евклидова кольца {\displaystyle R} по мультипликативной системе {\displaystyle S} тоже является евклидовым. Нормой дроби {\displaystyle x} из {\displaystyle S^{-1}R} принимается:

{\displaystyle d_{S}(x)=\min\{d_{R}(u):\,(u,s)\in R\times S,\,x=u/s\},}
где {\displaystyle d_{R}} — евклидова норма в {\displaystyle R}, а {\displaystyle d_{S}} — норма в {\displaystyle S^{-1}R}.
Деление с остатком определяется следующим образом: пусть есть две ненулевые дроби {\displaystyle x=r/t} и {\displaystyle y} из S−1R. По определению нормы в {\displaystyle S^{-1}R} существует элементы {\displaystyle u} в {\displaystyle R} и {\displaystyle s} в {\displaystyle S}, такие, что {\displaystyle y=u/s} и {\displaystyle d_{S}(y)=d_{R}(u)}. Произведя деление с остатком в кольце {\displaystyle R} элементов {\displaystyle rs} и {\displaystyle u} — {\displaystyle rs=uq+r}, так что {\displaystyle d_{R}(r')<d_{R}(u)}, получается {\displaystyle r/t=(u/s)(q/t)+r'/ts}; из построения следуют неравенства {\displaystyle d_{S}(r'/ts)\leqslant d_{R}(r')<d_{R}(u)=d_{S}(y)}.
- Евклидовым является кольцо конечных десятичных дробей, так как оно является кольцом частных кольца целых чисел {\displaystyle \mathbb {Z} }.
- Евклидовыми являются кольца рациональных функций над полем {\displaystyle \mathbb {C} } с фиксированными полюсами, так как такие кольца являются кольцами частных кольца многочленов {\displaystyle \mathbb {C} [x]}.

## Алгоритм Евклида
В евклидовом кольце осуществим алгоритм Евклида нахождения наибольшего общего делителя двух чисел (элементов). Пусть изначально даны два элемента {\displaystyle a_{0}} и {\displaystyle a_{1}}, причём {\displaystyle d(a_{1})\leqslant d(a_{0})} и {\displaystyle a_{1}\neq 0}. Деление с остатком даёт элемент {\displaystyle a_{2}=a_{0}-a_{1}q_{1}} с {\displaystyle d(a_{2})<d(a_{1})}. Если он не равен нулю, можно опять применить деление с остатком, и получить элемент {\displaystyle a_{3}=a_{1}-a_{2}q_{2}}, и так далее. Таким образом генерируется цепочка значений {\displaystyle a_{0},a_{1},a_{2},\dots } с {\displaystyle d(a_{0})>d(a_{1})>d(a_{2})>\dots }. Однако эта цепочка прерывается, поскольку всякое натуральное число может строго превосходить лишь конечное количество других натуральных чисел. Это означает, что при некотором {\displaystyle n} остаток {\displaystyle a_{n+1}} равен нулю, а {\displaystyle a_{n}} не равен, он и есть наибольший общий делитель элементов {\displaystyle a_{0}} и {\displaystyle a_{1}}. Следовательно, в евклидовом кольце гарантировано завершение алгоритма Евклида. Строго говоря, именно в евклидовых кольцах и возможна реализация алгоритма Евклида.

## Свойства евклидовых колец
- В евклидовом кольце каждый идеал — главный (в частности, все евклидовы кольца нётеровы).
  - Пусть {\displaystyle I} — произвольный идеал в евклидовом кольце. Если он содержит лишь {\displaystyle 0}, — он главный. В противном случае среди его ненулевых элементов найдётся элемент {\displaystyle f} с минимальной нормой (принцип минимума для натуральных чисел). Он делит все остальные элементы идеала: представив произвольный элемент {\displaystyle g\in I} в виде {\displaystyle g=fq+r} с {\displaystyle d(r)<d(f)} получается, что {\displaystyle r} — тоже элемент идеала {\displaystyle I} и он обязан быть нулём, так как его норма меньше, чем у {\displaystyle f}. Следовательно, идеал {\displaystyle I} содержится в идеале {\displaystyle (f)}. С другой стороны, всякий идеал, содержащий элемент {\displaystyle f}, содержит идеал {\displaystyle (f)}, откуда следует, что {\displaystyle I=(f)} — главный идеал.
- Каждое евклидово кольцо факториально, то есть каждый элемент представим конечным произведением простых элементов, и притом однозначно (с точностью до их перестановки и умножения на обратимые элементы). Факториальность — общее свойство всех колец главных идеалов.
- Каждое евклидово кольцо {\displaystyle R} целозамкнуто, то есть если дробь {\displaystyle a/b,\,a,b\in R}, является корнем многочлена {\displaystyle f\in R[x]} со старшим коэффициентом, равным 1, тогда {\displaystyle a} делится на {\displaystyle b}. Целозамкнутость — общее свойство всех факториальных колец.

## Свойства модулей над евклидовым кольцом
Пусть {\displaystyle R} — евклидово кольцо. Тогда конечнопорождённые {\displaystyle R}-модули обладают следующими свойствами:
- Всякий подмодуль {\displaystyle N} конечнопорождённого {\displaystyle R}-модуля {\displaystyle M} конечно порождён (следствие нётеровости кольца {\displaystyle R}).
- Ранг подмодуля {\displaystyle N} не превосходит ранга модуля {\displaystyle M} (следствие главности идеалов в {\displaystyle R} — структурная теорема для конечнопорожденных модулей над областями главных идеалов).
- Подмодуль свободного {\displaystyle R}-модуля также свободен.
- Гомоморфизм {\displaystyle A\colon N\to M} конечнопорождённых {\displaystyle R}-модулей всегда приводится к нормальной форме. То есть существуют образующие (базис, если модуль свободен) {\displaystyle u_{1},u_{2},\dots ,u_{n}} модуля N, образующие (базис) {\displaystyle v_{1},v_{2},\dots ,v_{m}} модуля M, номер {\displaystyle k\leqslant \min\{m,n\}} и {\displaystyle a_{1},\dots ,a_{k}} — элементы кольца {\displaystyle R}, такие, что {\displaystyle a_{i}} делит {\displaystyle a_{i+1}} и при i > k {\displaystyle Au_{i}=0}, а при остальных — {\displaystyle Au_{i}=a_{i}v_{i}}. При этом коэффициенты {\displaystyle a_{1},\dots ,a_{k}} определены однозначно с точностью до умножения на обратимые элементы кольца {\displaystyle R}. (В этом свойстве прямо задействована евклидовость кольца {\displaystyle R}.)